# Památník obětem hor (Krkonoše)
Památník obětem hor (také Kaplička) je kamenná kaple v Modrém sedle mezi Luční a Studniční horou v Krkonoších. Svou nadmořskou výškou 1509 m je nejvýše položenou kaplí v České republice a druhou nejvýše položenou v Krkonoších (po kapli sv. Vavřince na Sněžce). Od roku 1957 kaple slouží jako pietní místo k uctění obětí, které zemřely v Krkonoších.

## Historie
Původní kaple byla postavena na přelomu 18. a 19. století na počest Václava Rennera, který v roce 1798 nedaleko Luční boudy zemřel při svážení dřeva z Lahrových bud.